# ナハトマン
ナハトマン（Nachtmann）は、ドイツ、バイエルン州に本社を置く、クリスタルガラス製品を製造するメーカー。

## 概要
食器や花器を中心に展開している。ダイナミックかつ繊細な美しさをもつコンテンポラリーなデザインが特徴。深い掘りを実現させる型押し技術は、世界的にも高い評価を受けている。原料はガラス製造技術の中で最も環境に配慮した方法の電気炉で溶解されており、環境マネジメントの認証はDEKRAが行っている。
日本国内での販売はRSN Japan株式会社が行っている。

## 沿革
- 1834年、ガラス職人ミヒャエル・ナハトマンにより、ガラス会社F.X.ナハトマンが創業。
- 1900年、ザカリアス・フランクがF.X.ナハトマンを買収し、現在も本社を置くノイシュタット・アン・デア・ヴァルトナープに移転。
- 1945年、戦争により部分的に損壊した工場を修復し、ノイシュタットとリーデルヒュッテでクリスタルガラスの生産を再開。
- 1983年、ワイデンに３つ目の最先端技術を駆使した工場の設立に向け、基礎工事を開始。
- 2001年、クリスタル業界では初となる国際標準規格DIN ISO 14001認証を取得。
- 2004年、ワイングラスブランド「リーデル」グループの傘下に入る。
- 2007年、将来性あるデザイナーの可能性を拡げる育成事業として、「デザイン・スクール・プロジェクト」を開始。

## 主なシリーズ

### ボサノバ
音楽ジャンルの一つであるボサノバにインスパイアされたコレクション。2本の紐が編み込まれたようなデザイン。

### マンボ
自然美を葉のデザインで表現したシリーズ。葉脈を思わせるラインが全面に施されている。

### ルンバ
繊細なクロスカットが放射状に施されている。

### サンバ
緩やかにカーブしたラインが放射状に施されている。

### ヴィクトリー
V字状にハンドカットが施されている。

### シュウファ
中国語で「書道」を意味する。深い溝が不規則に施されている。中央美術学院の学生であるマオ・チューロンとゴン・イーニンによりデザインされた。

### ジンユィ
中国語で「金魚」を意味する。金魚のひれを思わせるラインが施されている。中央美術学院の学生であるチャン・スーソンによりデザインされた。

### スカルプチャー
氷の彫刻を思わせるデザインが不規則に配置されている。コンストファック美術大学の学生であるアフメット・ウスルによってデザインされた。